# École des cadets de la France libre
 (janvier 2021).
 (janvier 2021).
La mise en forme du texte ne suit pas les recommandations de Wikipédia : il faut le « wikifier ».
Les points d'amélioration suivants sont les cas les plus fréquents. Le détail des points à revoir est peut-être précisé sur la page de discussion.
- Les titres sont pré-formatés par le logiciel. Ils ne sont ni en capitales, ni en gras.
- Le texte ne doit pas être écrit en capitales (les noms de famille non plus), ni en gras, ni en italique, ni en « petit »…
- Le gras n'est utilisé que pour surligner le titre de l'article dans l'introduction, une seule fois.
- L'italique est rarement utilisé : mots en langue étrangère, titres d'œuvres, noms de bateaux, etc.
- Les citations ne sont pas en italique mais en corps de texte normal. Elles sont entourées par des guillemets français : « et ».
- Les listes à puces sont à éviter, des paragraphes rédigés étant largement préférés. Les tableaux sont à réserver à la présentation de données structurées (résultats, etc.).
- Les appels de note de bas de page (petits chiffres en exposant, introduits par l'outil «  Source ») sont à placer entre la fin de phrase et le point final[comme ça].
- Les liens internes (vers d'autres articles de Wikipédia) sont à choisir avec parcimonie. Créez des liens vers des articles approfondissant le sujet. Les termes génériques sans rapport avec le sujet sont à éviter, ainsi que les répétitions de liens vers un même terme.
- Les liens externes sont à placer uniquement dans une section « Liens externes », à la fin de l'article. Ces liens sont à choisir avec parcimonie suivant les règles définies. Si un lien sert de source à l'article, son insertion dans le texte est à faire par les notes de bas de page.
- La présentation des références doit suivre les conventions bibliographiques. Il est recommandé d'utiliser les modèles {{Ouvrage}}, {{Chapitre}}, {{Article}}, {{Lien web}} et/ou {{Bibliographie}}. Le mode d'édition visuel peut mettre en forme automatiquement les références.
- Insérer une infobox (cadre d'informations à droite) n'est pas obligatoire pour parachever la mise en page.

Pour une aide détaillée, merci de consulter Aide:Wikification.
Si vous pensez que ces points ont été résolus, vous pouvez retirer ce bandeau et améliorer la mise en forme d'un autre article.

L'École militaire des Cadets de la France libre a été créée en Grande-Bretagne par le général de Gaulle pour former des élèves officiers de 1941 à 1944.
La formation de cette école sera assimilée à la formation de l'École spéciale militaire de Saint-Cyr par un décret de 1954. Les cinq promotions d'aspirants issus de cette école sont comptées dans les promotions de l'École spéciale militaire de Saint-Cyr. 211 élèves sont sortis avec le grade d'aspirant. 54 élèves sont morts pour la France dont 44 lors des combats de la Libération.

## La genèse de l'école
Parmi les volontaires qui répondent à l'appel du général de Gaulle dès juin 1940, il se trouve un nombre assez important de jeunes hommes de moins de 18 ans, trop jeunes pour être incorporés dans une force militaire. Une partie de ces jeunes gens ayant un niveau d'étude suffisant pour devenir officier, le général De Gaulle procède d'abord à la création d'un lycée militaire puis à partir de 1941 à la mise en place d'une école d'officiers.

### D'août 1940 à septembre 1940 – Le camp de Brynbach
Dans un premier temps, les volontaires de moins de 18 ans sont regroupés dans le camp scout de Brynbach situé dans le Denbighshire sous le commandement du capitaine Lescure. Le camp est ouvert le 7 juillet 1940 et est fermé le 15 octobre 1940. À partir de septembre, une partie des volontaires iront à Londres pour passer les épreuves du baccalauréat au lycée français de Londres.
Une partie des jeunes volontaires s'engagera dans les Forces navales françaises libres ou dans les unités combattantes établies en Angleterre.

### De septembre 1940 à février 1941 Le Prytanée militaire de Rake-Manor
À partir du 9 septembre, les élèves bacheliers venant de Londres sont installés sans les dépendances du Manoir de Rake-Manor mises à disposition de la France libre par Thalia Gage. Ils seront rejoints par une partie des volontaires de Brynbach. D'abord sous l'autorité du capitaine Lescure, le Prytanée militaire passe ensuite sous le commandement du capitaine Mondot le 20 octobre, puis à partir de janvier sous le commandement du professeur André Beaudoin doté du grade d'adjudant.
Le 30 décembre 1940, le général de Gaulle vient inspecter les jeunes volontaires et leur annonce : « Désormais, vous constituerez l'école des Cadets de la France libre ». Le terme « Cadet » s'entend au sens d'élève officier.

## De février 1941 à mai 1942 – L'école des cadets dans les locaux du collège de Malvern
L’arrivée des cadets se fait le 4 février 1941,. À cette date ils sont 43. Si les locaux font leur émerveillement, les nouveaux cadres les soumettent à un entraînement intense aussi bien physique qu’intellectuel et moral. Les cadets sont logés dans la « maison 5 » du collège. Ils bénéficient de locaux d'étude confortables et d'accès aux installations sportives du collège.
Le général de Gaulle vient visiter le nouveau cadre le 13 septembre 1941. Sa visite donne lieu à une prise d'armes, à la décoration des officiers et à la remise du fanion de l'école aux cadets.
L'examen final de la première promotion a lieu du 5 au 15 mai pour partie à Malvern et pour partie à Camberley.
Le collège est ensuite réquisitionné par l'armée britannique pour abriter un centre de recherche sur les radars.

## De mai 1942 à juin 1944 – L'école des cadets à Ribbesford
L'école des cadets quitte donc Malvern et s'installe au manoir de Ribbesford dans la ville éponyme près de la ville Bewdley,,.
Le 28 mai a lieu le baptême de la promotion « Libération » par le général Legentilhomme.
De nouveaux arrivants proviennent des unités de la France libre qui y adressent les recrues disposant d'une instruction supérieure et aptes à devenir officier, mais aussi de volontaires venant des territoires de l'Empire ralliés à la France libre (Liban, Madagascar…) et aussi d'Amérique du Nord et d'Amérique latine. À partir de l'occupation de la zone libre par les Allemands, un nombre important de volontaires viennent de France souvent après un passage dans les prisons espagnoles.
Les quatre promotions suivantes sont :
- La promotion « Bir-Hakeim »[8]
- La promotion « Fezzan-Tunisie »[9]
- La promotion « Corse et Savoie »[10]
- La promotion « 18 juin »[11]

Outre les cadets, certains officiers de la marine suivent des stages de trois mois à l'école des cadets pour se préparer à une affectation dans des unités terrestre (cas des fusiliers marins de la 2e DB).
La liste des stagiaires n'a pas été conservée.
Outre les 211 élèves promus aspirants, l'effectif des cadets comporte un certain nombre d'élèves qui ont suivi tout ou partie des cours mais n'ont pas été promus. La liste de ces derniers établie rétroactivement par d'anciens cadets compte 54 noms.

## Organisation de la formation
Dans les premiers temps, la formation est organisée en trois sessions :
- La première session de 6 mois est destinée aux jeunes de moins de 18 ans n'ayant pas le baccalauréat.
- La formation militaire proprement dite est organisée en deux sessions:
  - Une session d'instruction militaire initiale
  - Une section consacrée à la formation d'élève aspirant

À partir de l'arrivée à Ribbesford, seules subsistent les deux dernières sessions.

## Promotions et sacrifice
- La promotion « Libération » 28 mai 1942 – 15 aspirants dont 8 morts pour la France
- La promotion « Bir-Hakeim » décembre 1942 – 16 aspirants dont 5 morts pour la France
- La promotion « Fezzan-Tunisie » juin 1943 – 26 aspirants  dont 8 morts pour la France
- La promotion « Corse et Savoie » décembre 1943 – 33 aspirants dont 10 morts pour la France
- La promotion « 18 juin » juin 1944 – 121 aspirants dont 15 morts pour la France

## Commandant de l'école
Le commandant André Beaudoin antérieurement professeur au lycée français de Kaboul est désigné par le général de Gaulle comme commandant de l'école. Après la guerre, il sera nommé ambassadeur de France à Hanoï.
L'instruction militaire sera plus directement sous la responsabilité du lieutenant puis capitaine Louis de Cabrol et du capitaine René de La Joncière (Promo Bournazel).

## Honneurs et décorations attribués à l'école
- Chevalier de la Légion d'honneur (J.O du 13 mai 1955)[14]
- Citation à l'ordre de l'armée  - Croix de guerre 1939-1945 avec palme (7 juillet 1952) :

« Dès 1940, reprenant les plus belles traditions de Saint-Cyr, a groupé et instruit les jeunes Français venus en Angleterre désireux de lutter pour la libération de la patrie. D'abord à Malvern, puis à Ribbesford, a formé cinq promotions qui se sont magnifiquement comportées sur les champs de bataille les plus divers.
A sa dissolution, le 15 juin 1944, pouvait être fière d'avoir bien rempli sa mission, ainsi qu'en témoignent les multiples faits d'armes de ses anciens élèves dont 52 sont morts au champ d'honneur
Son nom demeurera dans notre histoire militaire, comme celui du refuge où la jeune élite de notre Armée apprit à Vaincre pour libérer la France »

- Médaille de la Résistance française attribuée le 4 juin 1963
- Croix de guerre luxembourgeoise attribuée le 24 mai 1985

## Filiation à l'École spéciale militaire de Saint-Cyr
Si l'intégration des cinq promotions dans la liste des promotions de l'ESM a été officialisée par un décret de l'Assemblée nationale en 1954, (Promotion 129), on peut noter que dès les ordonnances prises par le général de Gaulle pour la création de l'école, celle-ci était créée en tant qu'école d'officiers d'active. Par ailleurs, dans la tradition saint-cyrienne, quelques élèves de l'école ont été invités lors des réunions 2S à Londres en 1942 et 1943 marquant ainsi la volonté du général de Gaulle de donner à l'école la qualité et le statut de l'École spéciale militaire de Saint-Cyr.
La promotion 172 (1987-1988) a pris le nom de promotion « Cadets de la France Libre » en mémoire de l'engagement de ces jeunes volontaires de 1940 à 1943.
Plusieurs promotions d'élèves officiers ont ensuite repris le nom de cadets morts pour la France
- Promotion « Capitaine Claude Barrès » à Cherchell en 1961
- Promotion EOR 303 « Capitaine Barrès » (1973)
- Promotion EOR 605 « Sous-Lieutenant Seité » (1976)
- Promotion EOR 704 « Lieutenant Taylor »  (1977)
- Promotion EOR 904 « Aspirant Jacques Chatenay » (1979)
- Promotion EOR 403 « Aspirant Lemarinel » (1984)
- Promotion « Gustave Lespagnol » à l'École de cavalerie de Saumur (1989)
- Promotion EOR 90/02 « Sous-Lieutenant Gaultier de Carville » (1990)
- Promotion EOR 91/12 « Lieutenant Leroux » à Coëtquidan  (1991)
- Promotion 31 « Capitaine Barrès » à l'École militaire interarmes (1991-1993)
- Promotion 261 « Adjudant-chef Jean Trescases » à l'ENSOA (2009)

## Lieux de souvenirs
- Une vitrine consacrée aux cadets existe au musée de l'Officier à Saint-Cyr Coëtquidant ;
- Une vitrine consacrée à l'école des cadets existe au musée de l'ordre de la Libération à Paris ;
- Une vitrine consacrée aux cadets existe au musée des Invalides ;
- Une plaque consacrée à l'école des cadets existe au musée des Invalides
- En Angleterre, il existe des plaques à Malvern, à Ribbesford et à Bewdley
- D'autres plaques existent liées à tel ou tel Cadet (voir le site)
- Diverses voies conservent le souvenir des Cadets
- À Paris – Rue des Cadets-de-la-France-Libre
- À Lyon – Rue des Cadets-de-la-France-Libre
- À Massy – allée des Cadets de la France Libre
- À La Ferté-Saint-Aubin une place des Cadets de la France Libre

## Élèves célèbres
7 des cadets ont été nommés compagnons de la Libération : Léon Bouvier, Jean-Claude Camors, Jean Fèvre, Jacques Lemarinel, Jean-Pierre Nouveau, François Seité, Georges Taylor
- Léon Bouvier a été ambassadeur de France ;
- Olivier Philip, homme politique, préfet ;
- Jean Martin d'Escrienne, militaire puis aide de camp du général de Gaulle ;
- Pierre Lefranc, collaborateur du général de Gaulle, préfet, cofondateur de la Fondation Charles de Gaulle ;
- Claude Barrès, militaire, petit fils de l'écrivain Maurice Barrès ;
- Paul Vergès, homme politique ;
- Yves Lancien, homme politique.